# .ad
.ad je internetová Národní doména nejvyššího řádu pro Andorru (podle ISO 3166-2:AD). Doménu spravuje Servei de Telecommunications d'Andorra.
Protože ad je také zkratka pro world advertisement (světová reklama) nebo advert (reklama), je .ad zároveň za neobvyklých podmínek používána také jako hack domény několika reklamními společnostmi.